# 蒲生重章

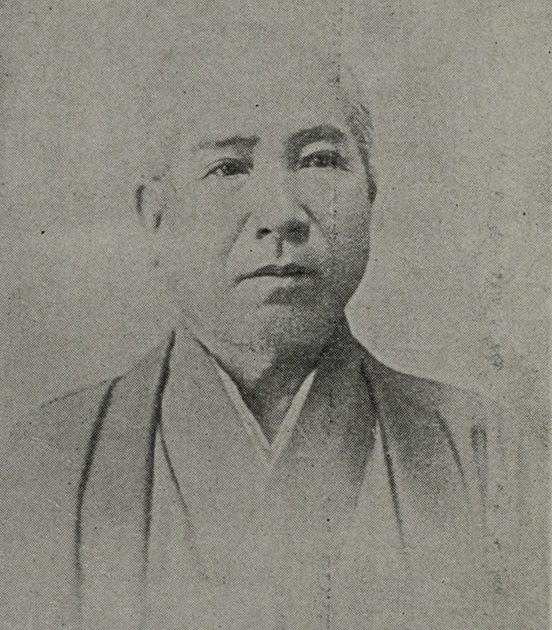
蒲生重章

蒲生 重章（がもう しげあき、1833年 - 1901年3月8日）は、幕末から明治時代にかけての漢学者、医師。堀氏だが故あって蒲生氏を名乗る。名は重章、字は子闇、褧亭（けいてい）と号す。別号に精庵・白嚢子・蠖屈潛夫など。

## 生涯
越後国・村松（現在の新潟県五泉市）の出身。幼い時に両親を失い孤児となり、伯父（堀玄意）によって育てられる。村松藩の儒者・加藤松斎に師事。19歳の時に必ず家を復興すると誓いを立て、江戸に出て湯川安道に医学を学ぶ。10年後に村松藩主・堀直賀に仕えるが、家老を詩で風刺して放逐される。諸国を歴遊して江戸に帰り麹町に学塾・青天白日楼を設け、漢学を教える。重章は尊皇攘夷の立場をとり、国事に奔走して幕府に嫌疑を受けた者をたびたび塾にかくまった。明治元年(1868年)に医学館に出仕、昌平学校三等教授となる。のち修史局史官をへて退官後は私塾をひらいた。69歳で没し谷中の天王寺に葬られる。
作家の永井荷風は昭和3年2月に蒲生褧亭『近世偉人伝』を読み、「此の書は維新前後の英雄志士学者奇人の傳を叙し暗に著者平生の抱負不満を漏せしものなり、余も亦今日の時勢に対して心平らかなること能わざるものあり、此の書に倣って平素私淑する諸家の略伝をつくらむかとこの頃窃かに思いを凝らしつつあるなり」と日記に感想を書く。

## 著作
- 『近世偉人伝』（1877－1895年）
- 『近世佳人伝』（1879－1880年）
- 『蒲門盍簪集』（1894年）
- 『褧亭文鈔』（1898年）
- 『褧亭詩鈔』（1902年）